# Вейкфілд (Нью-Гемпшир)
Вейкфілд (англ. Wakefield) — місто (англ. town) в США, в окрузі Керролл штату Нью-Гемпшир. Населення — 5201 особа (2020).

## Демографія
Згідно з переписом 2010 року, у місті мешкало 5078 осіб у 2098 домогосподарствах у складі 1483 родин. Було 3832 помешкання
Расовий склад населення:
| - 97,5 % — білих - 0,9 % — азіатів - 0,2 % — корінних американців - 0,2 % — чорних або афроамериканців |

До двох чи більше рас належало 1,0 %. Частка іспаномовних становила 0,9 % від усіх жителів.
За віковим діапазоном населення розподілялося таким чином: 20,1 % — особи молодші 18 років, 62,6 % — особи у віці 18—64 років, 17,3 % — особи у віці 65 років та старші. Медіана віку мешканця становила 45,9 року. На 100 осіб жіночої статі у місті припадало 98,4 чоловіків;  на 100 жінок у віці від 18 років та старших — 97,9 чоловіків також старших 18 років.
Середній дохід на одне домашнє господарство  становив 70 340 доларів США (медіана — 56 291), а середній дохід на одну сім'ю — 79 995 доларів (медіана — 64 361). Медіана доходів становила 52 716 доларів для чоловіків та 39 271 долар для жінок. За межею бідності перебувало 5,4 % осіб, у тому числі 1,5 % дітей у віці до 18 років та 3,9 % осіб у віці 65 років та старших.
Цивільне працевлаштоване населення становило 2428 осіб. Основні галузі зайнятості: освіта, охорона здоров'я та соціальна допомога — 20,3 %, виробництво — 17,9 %, роздрібна торгівля — 15,7 %.